# Trelonnie Owens
Trelonnie Owens (Bladenboro, Carolina del Norte, 25 de octubre de 1971) es un exjugador de baloncesto estadounidense que se nacionalizó uruguayo. Tras cuatro años en los Wake Forest Demon Deacons de la División I de la NCAA, jugó 15 años como profesional en equipos de Sudamérica y Europa, con un fugaz paso por los Carolina Cardinals de la USBL. Ganó cinco veces el Campeonato Federal de Uruguay -una con Hebraica y Macabi y cuatro con Welcome- y una edición de la Liga Nacional de Básquet de Argentina con los Estudiantes de Olavarría. En el año 2000 adquirió la ciudadanía uruguaya, por lo que pudo jugar con la selección de baloncesto de Uruguay entre 2003 y 2004.

## Trayectoria

### Clubes
| Club                     | País           | Año         |
| ------------------------ | -------------- | ----------- |
| Hebraica y Macabi        | Uruguay        | 1994 - 1995 |
| Atenas                   | Argentina      | 1995        |
| Hebraica y Macabi        | Uruguay        | 1996        |
| Carolina Cardinals       | Estados Unidos | 1996        |
| Peñarol de Mar del Plata | Argentina      | 1996        |
| Södertälje Kings         | Suecia         | 1996 - 1997 |
| Welcome                  | Uruguay        | 1997 - 2000 |
| Estudiantes de Olavarría | Argentina      | 2001        |
| CB Calpe                 | España         | 2002        |
| Círculo Badajoz          | España         | 2002 - 2003 |
| CB Plasencia             | España         | 2003 - 2004 |
| CB Tarragona             | España         | 2004 - 2005 |
| Biguá                    | Uruguay        | 2005 - 2007 |
| Cordón                   | Uruguay        | 2007        |
| Unión Atlética           | Uruguay        | 2007 - 2008 |
| Regatas San Nicolás      | Argentina      | 2008        |
| Echagüe                  | Argentina      | 2008        |
| Paysandú BBC             | Uruguay        | 2008 - 2009 |

## Selección nacional
Owens jugó con la selección de baloncesto de Uruguay en el Campeonato Sudamericano de Baloncesto de 2003 y de 2004, como así también en el torneo de baloncesto masculino de los Juegos Panamericanos de 2003 y en el Torneo de las Américas de 2003. 